# Sindaci di San Giovanni in Fiore
Il sindaco di San Giovanni in Fiore è il vertice dell'amministrazione comunale della città.
Qui di seguito vi è l'elenco dei sindaci, podestà e commissari della città dal 1805.

## Elenco

### Sindaci durante il periodo napoleonico del Regno di Napoli
|  | Alessio d'Alessio         |  | - | 1805 | 1806 |
|  | Giuseppe Cocchiero        |  | - | 1806 | 1807 |
|  | Pasquale Pizzi            |  | - | 1807 | 1808 |
|  | Luigi Manescalco          |  | - | 1808 | 1809 |
|  | Pasquale Benincasa        |  | - | 1809 | 1810 |
|  | Salvatore Ferrari         |  | - | 1810 | 1811 |
|  | Nicola de Luca            |  | - | 1811 | 1813 |
|  | Giovanni Antonio Barberio |  | - | 1813 | 1814 |
|  | Francesco Antonio Gentile |  | - | 1886 | 1887 |
|  | Domenico Benincasa        |  | - | 1814 | 1815 |

### Sindaci durante il Regno delle Due Sicilie
|  | Giovanni Antonio Barberio |   | - | 1815 | 1816 |
|  | Carica vacante            | - | - | 1816 | 1817 |
|  | Rosalbo Benincasa         |   | - | 1818 | 1820 |
|  | Felice Antonio Ferrari    |   | - | 1820 | 1821 |
|  | Luigi de Martino          |   | - | 1821 | 1822 |
|  | Felice Antonio Ferrari    |   | - | 1822 | 1823 |
|  | Gennaro Foglia            |   | - | 1823 | 1825 |
|  | Fedele Lopez              |   | - | 1825 | 1826 |
|  | Felice Antonio Ferrari    |   | - | 1826 | 1828 |
|  | Michele Cardamone         |   | - | 1828 | 1832 |
|  | Dionisio Greco            |   | - | 1832 | 1833 |
|  | Giovanni Marano           |   | - | 1833 | 1834 |
|  | Luigi Lopez               |   | - | 1834 | 1838 |
|  | Domenico Benincasa        |   | - | 1838 | 1842 |
|  | Carica vacante            | - | - | 1842 | 1843 |
|  | Domenico Benincasa        |   | - | 1843 | 1844 |
|  | Luigi Lopez               |   | - | 1844 | 1850 |
|  | Pietro de Luca            |   | - | 1850 | 1851 |
|  | Carica vacante            | - | - | 1851 | 1853 |
|  | Giuseppe Pozelli          |   | - | 1853 | 1856 |
|  | Luigi Benincasa           |   | - | 1856 | 1857 |
|  | Domenico Benincasa        |   | - | 1857 | 1859 |
|  | Giuseppe Talarico         |   | - | 1859 | 1860 |

### Sindaci durante il Regno d'Italia
|  | Pietro De Luca                                         |   | -                          | 1860 | 1861 |
|  | Francesco Barberio                                     |   | -                          | 1861 | 1867 |
|  | Domenico Benincasa                                     |   | -                          | 1867 | 1876 |
|  | Francesco Barberio                                     |   | -                          | 1876 | 1878 |
|  | Luigi Oliverio                                         |   | -                          | 1878 | 1882 |
|  | Francesco Barberio                                     |   | -                          | 1882 | 1884 |
|  | Francesco Migliarese                                   |   | -                          | 1884 | 1885 |
|  | Salvatore Lopez                                        |   | -                          | 1885 | 1886 |
|  | Francesco Oliverio                                     |   | -                          | 1886 | 1887 |
|  | Domenico Benincasa                                     |   | -                          | 1887 | 1888 |
|  | Domenico Lopez                                         |   | -                          | 1888 | 1910 |
|  | Don Luigi Nicoletti                                    |   | Partito Popolare Italiano  | 1910 | 1911 |
|  | Giovanni Foglia                                        |   |                            | 1911 | 1914 |
|  | Domenico Lopez                                         |   | -                          | 1914 | 1920 |
|  | Antonio de Marco                                       |   | -                          | 1920 | 1923 |
|  | Domenico Lopez                                         |   | -                          | 1923 | 1924 |
|  | Luigi Andrea Romei                                     |   | Partito Nazionale Fascista | 1924 | 1925 |
|  | Giovanni Rossi (Commissario prefettizio)               | - | -                          | 1925 | 1925 |
|  | Francesco Cinelli (Commissario prefettizio)            | - | -                          | 1925 | 1926 |
|  | Alberto Caputi (Commissario prefettizio)               | - | -                          | 1926 | 1931 |
|  | Goffredo Volpes (Commissario prefettizio)              | - | -                          | 1931 | 1932 |
|  | Giuseppe Mazza (Commissario prefettizio)               | - | -                          | 1932 | 1933 |
|  | Luigi Andrea Romei                                     |   | Partito Nazionale Fascista | 1933 | 1937 |
|  | Francesco Cribari (Commissario prefettizio)            | - | -                          | 1937 | 1938 |
|  | Alfredo Calabrese (Commissario prefettizio)            | - | -                          | 1938 | 1941 |
|  | Gennaro de Campora (Commissario prefettizio)           | - | -                          | 1941 | 1942 |
|  | Biagio Iaquinta (Commissario prefettizio)              | - | -                          | 1942 | 1942 |
|  | Salvatore Lilibeo Bilardello (Commissario prefettizio) | - | -                          | 1942 | 1944 |
|  | Pietro Micarello (Commissario prefettizio)             | - | -                          | 1944 | 1945 |
|  | Cesare Loria                                           |   | -                          | 1945 | 1946 |

### Sindaci dalla nascita della Repubblica italiana

#### Sindaci eletti dal consiglio comunale
|  | Tommaso Basile                           |   | Partito Comunista Italiano                                    | 1º aprile 1946    | 5 giugno 1952     |
|  | Giuseppe Oliverio                        |   | Partito Comunista Italiano                                    | 5 giugno 1952     | 6 marzo 1960      |
|  | Domenico Belcastro                       |   | Democrazia Cristiana                                          | 6 marzo 1960      | 2 gennaio 1961    |
|  | Giuseppe Oliverio                        |   | Partito Comunista Italiano                                    | 2 gennaio 1961    | 12 settembre 1970 |
|  | Saverio Gallo                            |   | Partito Socialista Italiano                                   | 12 settembre 1970 | 23 agosto 1975    |
|  | Elio Foglia                              |   | Democrazia Cristiana                                          | 23 agosto 1975    | 12 novembre 1979  |
|  | Giovambattista Militerno                 |   | Democrazia Cristiana                                          | 12 novembre 1979  | 7 giugno 1980     |
|  | Giovanni Mancina                         |   | Partito Comunista Italiano                                    | 7 giugno 1980     | 25 aprile 1981    |
|  | Antonio Acri                             |   | Partito Comunista Italiano                                    | 25 aprile 1981    | 17 settembre 1989 |
|  | Emilio Greco                             |   | Democrazia Cristiana                                          | 17 settembre 1989 | 6 agosto 1990     |
|  | Mario Oliverio                           |   | Partito Comunista Italiano Partito Democratico della Sinistra | 6 agosto 1990     | 29 settembre 1991 |
|  | Sandro Calvosa (Commissario prefettizio) | - | -                                                             | 29 settembre 1991 | 1991              |
|  | Emanuela Greco (Commissario prefettizio) | - | -                                                             | 1991              | 20 luglio 1992    |
|  | Antonio Straface                         |   | Democrazia Cristiana                                          | 20 luglio 1992    | 7 febbraio 1993   |
|  | Gabriele Piluso                          |   | Partito Democratico della Sinistra                            | 7 febbraio 1993   | 25 settembre 1994 |
|  | Francesco Provenzale                     |   | Partito Democratico della Sinistra                            | 25 settembre 1994 | 29 dicembre 1995  |
|  | Mario Gonzales (Commissario prefettizio) | - | -                                                             | 29 dicembre 1995  | 6 luglio 1996     |

#### Sindaci eletti direttamente dai cittadini
| Sindaci eletti dai cittadini | Sindaci eletti dai cittadini                      | Sindaci eletti dai cittadini | Sindaci eletti dai cittadini                               | Sindaci eletti dai cittadini | Sindaci eletti dai cittadini | Sindaci eletti dai cittadini        |
| Nominativo                   | Nominativo                                        | Partito                      | Partito                                                    | Mandato                      | Mandato                      | Elezione                            |
| Nominativo                   | Nominativo                                        | Partito                      | Partito                                                    | Inizio                       | Fine                         | Elezione                            |
| ---------------------------- | ------------------------------------------------- | ---------------------------- | ---------------------------------------------------------- | ---------------------------- | ---------------------------- | ----------------------------------- |
|                              | Giuseppe Riccardo Succurro                        |                              | Partito Democratico della Sinistra Democratici di Sinistra | 6 luglio 1996                | 17 aprile 2005               | Elezioni del 1996 Elezioni del 2000 |
|                              | Antonio Nicoletti                                 |                              | Democratici di Sinistra Partito Democratico                | 17 aprile 2005               | 11 aprile 2010               | Elezioni del 2005                   |
|                              | Antonio Barile                                    |                              | Il Popolo della Libertà                                    | 11 aprile 2010               | 25 gennaio 2011              | Elezioni del 2010                   |
|                              | Maria Carolina Ippolito (Commissario prefettizio) | –                            | –                                                          | 25 gennaio 2011              | 30 maggio 2011               | –                                   |
|                              | Antonio Barile                                    |                              | Il Popolo della Libertà Forza Italia                       | 30 maggio 2011               | 20 ottobre 2014              | Elezioni del 2011                   |
|                              | Sergio Mazzia (Commissario prefettizio)           | -                            | -                                                          | 20 ottobre 2014              | 1º giugno 2015               | –                                   |
|                              | Giuseppe Belcastro                                |                              | Partito Democratico                                        | 1º giugno 2015               | 5 ottobre 2020               | Elezioni del 2015                   |
|                              | Rosaria Succurro                                  |                              | Forza Italia                                               | 5 ottobre 2020               | In carica                    | Elezioni del 2020                   |

## Statistiche

### Sindaci per durata (1946-oggi)
| Posizione | Nominativo                 | Giorni in carica |
| --------- | -------------------------- | ---------------- |
| 1         | Giuseppe Oliverio          | 6371             |
| 2         | Giuseppe Riccardo Succurro | 3207             |
| 3         | Antonio Acri               | 3067             |
| 4         | Tommaso Basile             | 2257             |
| 5         | Giuseppe Belcastro         | 1953             |
| 6         | Antonio Nicoletti          | 1820             |
| 7         | Saverio Gallo              | 1806             |
| 8         | Rosaria Succurro           | 1722             |
| 9         | Elio Foglia                | 1542             |
| 10        | Antonio Barile             | 1528             |
| 11        | Gabriele Piluso            | 595              |
| 12        | Francesco Provenzale       | 460              |
| 13        | Mario Oliverio             | 419              |
| 14        | Emilio Greco               | 323              |
| 15        | Giovanni Mancina           | 322              |
| 16        | Domenico Belcastro         | 302              |
| 17        | Giovambattista Militerno   | 208              |
| 18        | Antonio Straface           | 202              |

### Sindaci per appartenenza politica

#### Per partito
| Partito | Partito                            | Numero                                                                                     |
| ------- | ---------------------------------- | ------------------------------------------------------------------------------------------ |
|         | Democrazia Cristiana               | 5                                                                                          |
|         | Partito Comunista Italiano         | 5                                                                                          |
|         | Partito Democratico della Sinistra | 3 (1 passato a Democratici di Sinistra)                                                    |
|         | Democratici di Sinistra            | 2 (1 proveniente dal Partito Democratico della Sinistra; 1 passato al Partito Democratico) |
|         | Partito Democratico                | 2 (1 proveniente da Democratici di Sinistra)                                               |
|         | Forza Italia                       | 2 (1 proveniente da Il Popolo della Libertà)                                               |
|         | Il Popolo della Libertà            | 1 (1 passato a Forza Italia)                                                               |
|         | Partito Socialista Italiano        | 1                                                                                          |
|         | Partito Popolare Italiano          | 1                                                                                          |
|         | Partito Nazionale Fascista         | 1                                                                                          |

#### Per schieramento
| Schieramento | Schieramento             | Numero |
| ------------ | ------------------------ | ------ |
|              | Sinistra/Centro-sinistra | 11     |
|              | Centro                   | 6      |
|              | Destra/Centro-destra     | 2      |
|              | Estrema destra           | 1      |